# ابوعمر تاشفین بن علی
ابوعمر تاشفین بن علی (انگلیسی: Tashfin ibn Ali؛ ۱۳۲۹ – ۱۳۶۲) سلطان مرینیان مراکش از سال ۱۳۶۱ تا ۱۳۶۲ میلادی بود.